# Margaretha von Berg

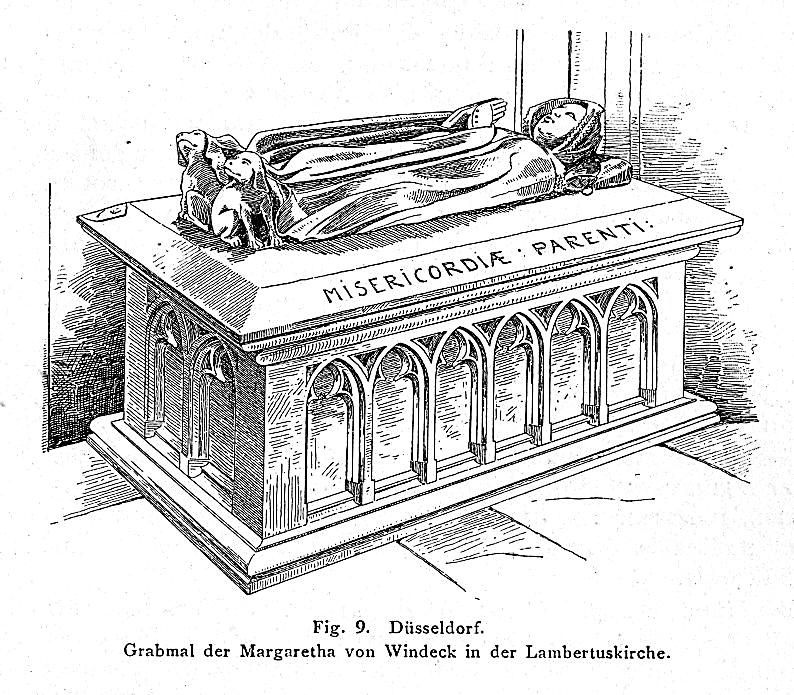
Grabmal der Margaretha von Windeck (oder der Elisabeth von Waldeck?)

Margaretha von Berg, auch Margaretha von Windeck, (* um 1285; † 1340) war durch Ehe Gräfin von Ravensberg.

## Leben
Margaretha war eine Tochter von Heinrich von Limburg-Berg Edelherr von Windeck und Agnes, der Tochter von Engelbert I. von der Mark.
Sie heiratete 1313 Otto IV., Graf von Ravensberg, Sohn von Otto III. Mit ihm hatte sie eine Tochter Margarete von Ravensberg-Berg, die 1338 Gerhard von Jülich heiratete. Die zweite Tochter Hedwig von Ravensberg († 5. Dezember 1334) war mit Herzog Wilhelm von Braunschweig-Lüneburg vermählt.
Als ihr Ehemann 1328 starb, fiel die Grafschaft Ravensberg an ihren Schwager Bernhard von Ravensberg. Beim Tod Bernhards 1346 fiel Ravensberg ihrer Tochter Margarete zu. Sie ist zuletzt 1339 urkundlich belegt. Im Rahmen der Erbschaftsabwicklung der Grafschaft Ravensberg 1346 wird sie nicht mehr genannt, da sie vermutlich bereits gestorben war.
Beim Tod ihres Bruders Adolf VI. von Berg erbte ihre Tochter 1348 auch die Grafschaft Berg. Diese soll ein Grabmal in der Düsseldorfer Kirche St. Lambertus haben.